# Geels Gebroekt
Het Geels Gebroekt is de naam van een voormalig laagveenmoeras ten zuiden van de Kleine Nete en ten noorden van het Kempens Kanaal. Het ligt deels in de gemeente Geel en deels in de gemeente Olen. Het was ongeveer 500 ha groot.
Een aanzienlijk deel van dit gebied is nog ontgonnen eind jaren 50 van de 20e eeuw ten behoeve van de landbouw. Over bleef het 96 ha grote natuurreservaat De Zegge, eigendom van de Koninklijke Maatschappij voor Dierkunde Antwerpen (KMDA) en het -kleinere- Vlaams Natuurreservaat Mosselgoren. Het reservaat werd in 1952 aangekocht. Het herbergt laagveenmoeras- en heidebiotopen en werd in 1984 als landschap en in 1985 als natuurreservaat erkend.
In 2003 werden deze gebieden geselecteerd om onderdeel uit te gaan maken van het Vlaams Ecologisch Netwerk.
De genoemde reservaten liggen ten westen van het kerkdorp Ten Aard, nabij de Molen van 't Veld; ze maken ook deel uit van het Natura 2000-gebied Valleigebied van de Kleine Nete met brongebieden, moerassen en heiden.